# يخجال كلي
يخجال كلي أو يخجال غلي (بالفارسية: یخدان گلی) هو يخجال تاريخي يعود إلى القاجاريين، ويقع في مقاطعة خليل أباد، مدينة خليل أباد.